# 孫銳 (嘉靖進士)
孫銳（1511年—？），字希純，浙江台州府臨海縣人，軍籍，明朝政治人物。

## 生平
嘉靖十年（1531年）辛卯科浙江鄉試第九名舉人。嘉靖二十九年（1550年）中式庚戌科會試第一百九十三名，三甲第一百七十一名進士。嘉靖三十一年（1552年），任直隸歙縣知縣。四十三年官江西赣州府知府。

## 家族
曾祖孫文澤；祖父孫楷；父孫璝。嫡母王氏；繼母黃氏；生母丁氏。永感下。兄孫鑒、孫鉅（壽官）、孫鏗（通判）。